# 윰베구

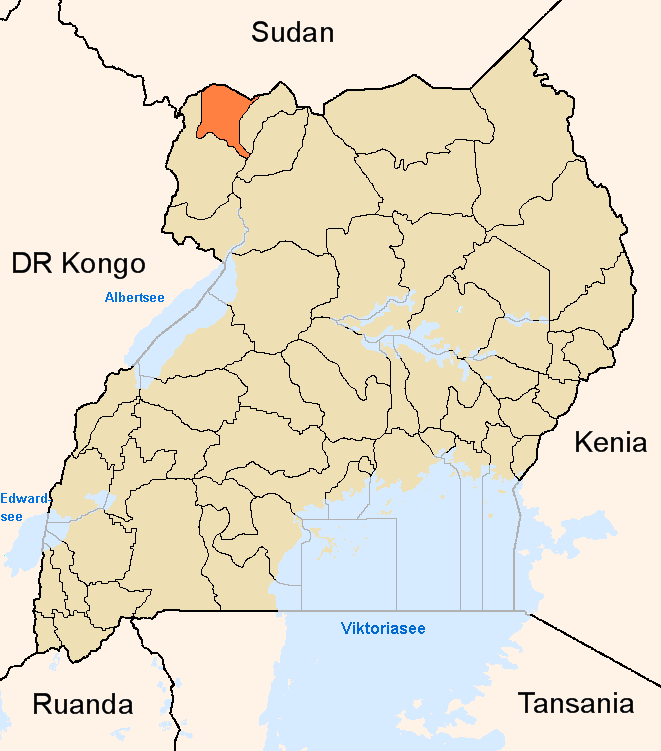
윰베 구의 위치

윰베구(Yumbe)는 우간다 북서부에 위치한 구로, 행정 중심지는 윰베이며 인구는 253,300명(2002년 인구 조사 기준)이다.
행정 구역상으로는 북부 주에 속하며 1개 군(아링가 군)을 관할한다. 동쪽으로는 모요 구와 아주마니 구, 남쪽과 서쪽으로는 마라차 구와 코보코 구, 북쪽으로는 남수단과 접한다.

## 같이 보기
- 북부주 (우간다)
- 우간다의 행정 구역